# Bactrocera thistletoni
Bactrocera thistletoni är en tvåvingeart som beskrevs av Drew 1989. Bactrocera thistletoni ingår i släktet Bactrocera och familjen borrflugor. Inga underarter finns listade.